# Spheciospongia lacunosa
Spheciospongia lacunosa är en svampdjursart som först beskrevs av Kieschnick 1898.  Spheciospongia lacunosa ingår i släktet Spheciospongia och familjen borrsvampar. Inga underarter finns listade i Catalogue of Life.